# Saepe nihil inimicius homini quam ipse sibi
 Saepe nihil inimicius homini quam ipse sibi  лат. (изговор: сепе нихил инимицијус хомини квам ипсе сиби). Човјек је често сам себи највећи непријатељ. (Цицерон)

## Поријекло изреке
Изреку изрекао   римски  државник и   бесједник   Цицерон (први вијек п. н. е.).

## Тумачење
Човјек у мору непријатеља најчешће не види себе, а како се себе и најмење плаши, од себе и највише страда.